# Otto von Corvin

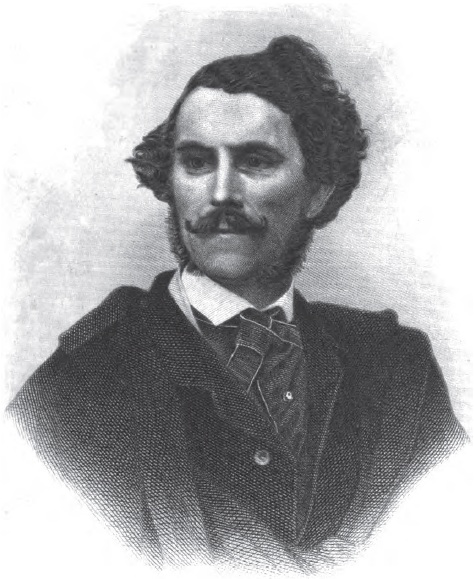
Otto von Corvin.

Otto Julius Bernhard von Corvin-Wiersbitzki, född 12 oktober 1812, död 1 mars 1886, var en tysk journalist och författare.
Von Corvin var ursprungligen officer, men levde från 1835 som journalist och fri författare. Som deltagare i upproret i Baden 1848 och försvaret av Mannheim och Rastatt mot preussarna dömdes han efter Rastatts fall till döden men benådades. Efter avtjänat fängelsestraff emigrerade han och deltog bland annat i nordamerikanska inbördeskriget.
Bland hans mest kända skrifter märks den tillsammans med Friedrich Wilhelm Held författade Ilustrierte Weltgeschichte (4 band, 1844-1852, svensk översättning 4 band 1846-1853), Historische Denkmale des christlichen Fanatismus (2 band, 1845), Erinnerungen aus meinem Leben (4:e upplagan, 1890), Die goldene Legende (1876-77), samt Aus dem Zellengefängnis (1884).